# Imre Madách
Imre Madách (hongarès: Madách Imre)  (Dolná Strehová, 21 de gener de 1823 - Dolná Strehová, 5 d'octubre de 1864) va ser un aristòcrata, escriptor, poeta, advocat i polític hongarès. La seva obra principal és La tragèdia de l'home (Az ember tragédiája, 1861). Es tracta d'un poema dramàtic d'aproximadament 4.000 línies, que elabora idees comparables a Faust de Goethe i El paradís perdut de Milton. L'autor va ser acompanyat i assessorat per János Arany, un dels poetes hongaresos més famosos del segle XIX.

## Biografia
Madách va néixer al seu castell familiar a Alsósztregova, Regne d'Hongria (avui Dolná Strehová, Eslovàquia) el 1823 al cor d'una família noble rica. A partir de 1829 Madách va estudiar a l'escola escolapi de Vác. Durant una epidèmia de còlera es va quedar a Buda el 1831. El 1837 va començar els seus estudis a la universitat de Pest. El 1842 esdevingué oficialment advocat.
Va participar en la revolució hongaresa de 1848–1849 i va ser empresonat; al seu retorn a la seva petita finca al comtat de Nógrád, es va trobar que la seva vida familiar, mentrestant, havia quedat completament destrossada. Això només va augmentar la seva tendència natural a la malenconia, i es va retirar de la vida pública fins al 1861, dedicant el seu temps principalment a la composició de la seva obra principal, Az ember tragédiája ("La tragèdia de l'home"). Va morir a Alsósztregova.

## Obra
- A civilizátor (The Civiliser) – 1859
- Mózes (Moses) – 1861

- Az ember tragédiája. 1861

## Traduccions al català
- La tragèdia de l'home. Traducció de Balázs Déri i Jordi Parramon. 1985